# 60S ribosomal protein L31
60S ribosomal protein L31 ("60S-rybosomalne białko L31") – białko kodowane u człowieka genem RPL31.
Rybosomy to organella komórkowe katalizujące syntezę białek. Składają się (u eukariontów) z podjednostki dużej 60S i podjednostki małej 40S. Podjednostki te razem składają się z 4 rodzajów RNA i około 80 strukturalnie odrębnych białek. RPL31 koduje białko rybosomalne wchodzące w skład podjednostki 60S. Białko to należy do rodziny białek rybosomalnych L31E. Jako białko rybosomalne ulokowane jest w cytoplazmie. Obserwowano wyższe poziomy ekspresji odpowiadającego mu genu w przypadku rodzinnej polipowatości gruczolakowatej w porównaniu z tkankami normalnymi. Co typowe dla genów kodujących białka rybosomów, w obrębie genomu znajdują się liczne rozsiane pseudogeny tego genu.

## Interakcje
RPL31 wykazuje interakcje z BRCA1.